# Südindische Maus
Die Südindische Maus (Mus famulus) ist ein wenig erforschtes Nagetier aus der Gattung der Mäuse (Mus). Ihr Vorkommen ist auf vier fragmentierte Areale in den Nilgiri-Bergen in den indischen Bundesstaaten Kerala und Tamil Nadu beschränkt.

## Merkmale
Die Kopf-Rumpf-Länge beträgt 90 bis 100 mm, die Schwanzlänge 71 bis 94 mm, die Ohrenlänge 12 bis 17 mm und die Hinterfußlänge 18,5 bis 21 mm. Das Gewicht beträgt 23 bis 30,4 g. Die Oberseite ist dunkelbraun gefärbt, die Unterseite mittelbraun. Die Schwanzlänge beträgt ungefähr 90 Prozent der Kopf-Rumpf-Länge. Das Fell ist weich. Die Weibchen besitzen drei Zitzenpaare.

## Lebensraum
Die Südindische Maus bewohnt die Shola. Dies ist ein indigener, immergrüner, tropischer und subtropischer Bergwald der südlichen Westghats, der von Kiefern, Eukalyptus und Akazien sowie von feuer- und kälteresistenten Gräsern dominiert ist. Die Südindische Maus kommt in Höhenlagen zwischen 1.540 und 2.400 m vor.

## Lebensweise
Die Südindische Maus ist erdbewohnend und nachtaktiv. Weiteres ist über die Lebensweise nicht bekannt.

## Status
Die Südindische Maus wird in der IUCN Red List in der Kategorie „stark gefährdet“ (endangered) gelistet.

## Systematik
Die Südindische Maus wurde 1915 von Oldfield Thomas in die Untergattung Coelomys gestellt. Im Jahr 2003 veröffentlichten Pascale Chevret, Paulina D. Jenkins und François Catzeflis eine phylogenetische Studie, in der diese Art aufgrund von molekulargenetischen und morphologischen Eigenschaften in die Untergattung Mus transferiert wurde. Die nächsten verwandten Arten sind die Falbmaus (Mus cervicolor) und die Laos-Maus (Mus fragilicauda). 1961 listete John Ellerman drei Unterarten: Mus famalus famulus, Mus famalus cooki und Mus famalus popaeus. Mus cookii gilt heute als eigenständige Art. Mus famalus popaeus wurde 1992 von Gordon Barclay Corbet und John Edwards Hill als Unterart der Falbmaus klassifiziert. Gegenwärtig gilt dieses Taxon als Synonym der Falbmaus.